# La Mer écrite
La Mer écrite est un recueil de textes de Marguerite Duras, d'après des photographies d'Hélène Bamberger, paru chez Marval en 1996. L'ouvrage est postfacé par Yann Andréa.

## Résumé
Évocation écrite et photographique de lieux particuliers pour Marguerite Duras, entre banalités et mythes : l'étendue de la mer, le balcon de son appartement de Trouville, le cimetière du jeune aviateur anglais évoqué dans Écrire…

## Édition
- La Mer écrite, en collaboration avec Hélène Bamberger, Marval, 1996, 67 p.  (ISBN 2862342106)